# Ielîzavetivka, Antrațît
Ielîzavetivka (în ucraineană Єлизаветівка) este un sat în așezarea urbană Malomîkolaiivka din raionul Antrațît, regiunea Luhansk, Ucraina.

## Demografie
Componența lingvistică a localității Ielîzavetivka
     Ucraineană (82%)
     Rusă (18%)
Conform recensământului din 2001, majoritatea populației localității Ielîzavetivka era vorbitoare de ucraineană (82%), existând în minoritate și vorbitori de rusă (18%).